# Flughafen Kastamonu

i7
i11
i13
Der Flughafen Kastamonu (türkisch Kastamonu Uzunyazı Havalimanı, IATA-Code: KFS, ICAO-Code: LTAL) ist ein türkischer Flughafen südlich der Stadt Kastamonu.

## Geschichte
Der Flughafen wurde im Jahr 1959 fertiggestellt. Anfangs bot Turkish Airlines Linienflüge nach Istanbul an, musste sie jedoch wegen geringer Nachfrage wieder einstellen.
Unter dem Motto „Für jede Provinz ein Flughafen“ gab es 1990 eine Wiedereröffnung. Obwohl 1994 die Start- und Landebahn von 1000 Meter auf 2400 Meter erweitert wurde, gab es bis auf wenige Test- und Wetterflüge keine Nutzung. Das Gelände diente als Viehweide und Picknickplatz. Zeitweilig wurde dort auch ein Hochzeitssaal betrieben oder illegale Autorennen durchgeführt.
Seit dem Jahre 2010 gab es Bemühungen, den Flughafen wieder seinem ursprünglichen Zweck zuzuführen. Nach mehreren umfassenden Gutachten stellte man fest, dass das alte Gebäude nicht den heutigen Sicherheitsstandards entspricht und es wirtschaftlicher wäre, ein neues Flughafengebäude zu bauen.
Am 5. Juli 2013 wurde der Flughafen wieder in Betrieb genommen und am 19. Juli 2013 durch Ministerpräsident Recep Tayyip Erdoğan offiziell eingeweiht. Die Investitionen für die Wiedereröffnung beliefen sich auf 110 Millionen TL.